# برونا لینسمیر
برونا لینسمیر (انگلیسی: Bruna Linzmeyer؛ زادهٔ ۱۱ نوامبر ۱۹۹۲) یک هنرپیشه، اهل برزیل است. او در چند تله‌نوولا شرکت داشته‌است.

## زندگی‌نامه
در کروپا، سانتا کاتارینا زاده شد، پدر برونا لینسمیر آلمانی است؛ در حالی که پدربزرگ مادری او آفریقایی‌تبار است.

## حرفه
او کار خود را به عنوان یک مدل و هنگامی که او ۱۵ ساله بود، شروع کرد. سپس لینسمیر برنده یک مسابقه زیبایی به نام دختر تابستان شد.

## فیلم‌شناسی

### سینما
| سال  | عنوان                               | نقش         | منبع  |
| ---- | ----------------------------------- | ----------- | ----- |
| ۲۰۱۳ | ریو، دوستت دارم                     | هر          | [ ۵ ] |
| ۲۰۱۵ | سیرک بزرگ عرفانی                    | بئاتریس     | [ ۶ ] |
| ۲۰۱۵ | تعویذ                               | دیانا       | [ ۷ ] |
| ۲۰۱۶ | جبهه سردی که باران به ارمغان می‌آورد | آمستردام    | [ ۸ ] |
| ۲۰۱۶ | فیلم زندگی من                       | لونا مادریا | [ ۹ ] |